# Adipate

Strukturformel des Di-Anions der Adipinsäure

Als Adipate werden in der Chemie die Salze, Ester sowie Polyester der Adipinsäure bezeichnet. Sie werden häufig in der Kunststoff- und Lebensmittelindustrie als Weichmacher oder Säureregulator eingesetzt.
Der Begriff wird lt. dem OED erstmals 1840 verwendet und ist 1841 belegbar in The Chemist, Volume 2 enthalten. Hierbei wird die Darstellung von Bariumadipat (engl. adipate of baryta), Silberadipat (engl. adipate of silver), sowie Ammoniumadipat (nicht näher bezeichnet) angeführt.

## Salze der Adipinsäure (Adipate)
Sie werden häufig als Säureregulatoren eingesetzt.
Beispiele
- Ammoniumadipat (INS 359)
- Natriumadipat (E 356)
- Kaliumadipat (E 357)

## Ester der Adipinsäure (Adipate)
Diese werden als Weichmacher für Weich-PVC eingesetzt
Beispiele
- Diethylhexyladipat (DEHA)
- Diisononyladipat
- Dimethyladipat
- Dioctyladipat

## Polyester der Adipinsäure (Polyadipate)
Sie sind selbst Polymere, die auch als Weichmacher Verwendung finden. Sie werden z. B. für Kunststoffe und Lacke auf Basis von PVC, Vinylchlorid-Copolymeren, Nitrilkautschuk und Polyurethanen verwendet.
Beispiele
- Polybutylenadipat-terephthalat (PBAT)
- Poly(ethylenadipat) (PEA)
- Palamoll[6]